# 비오서강

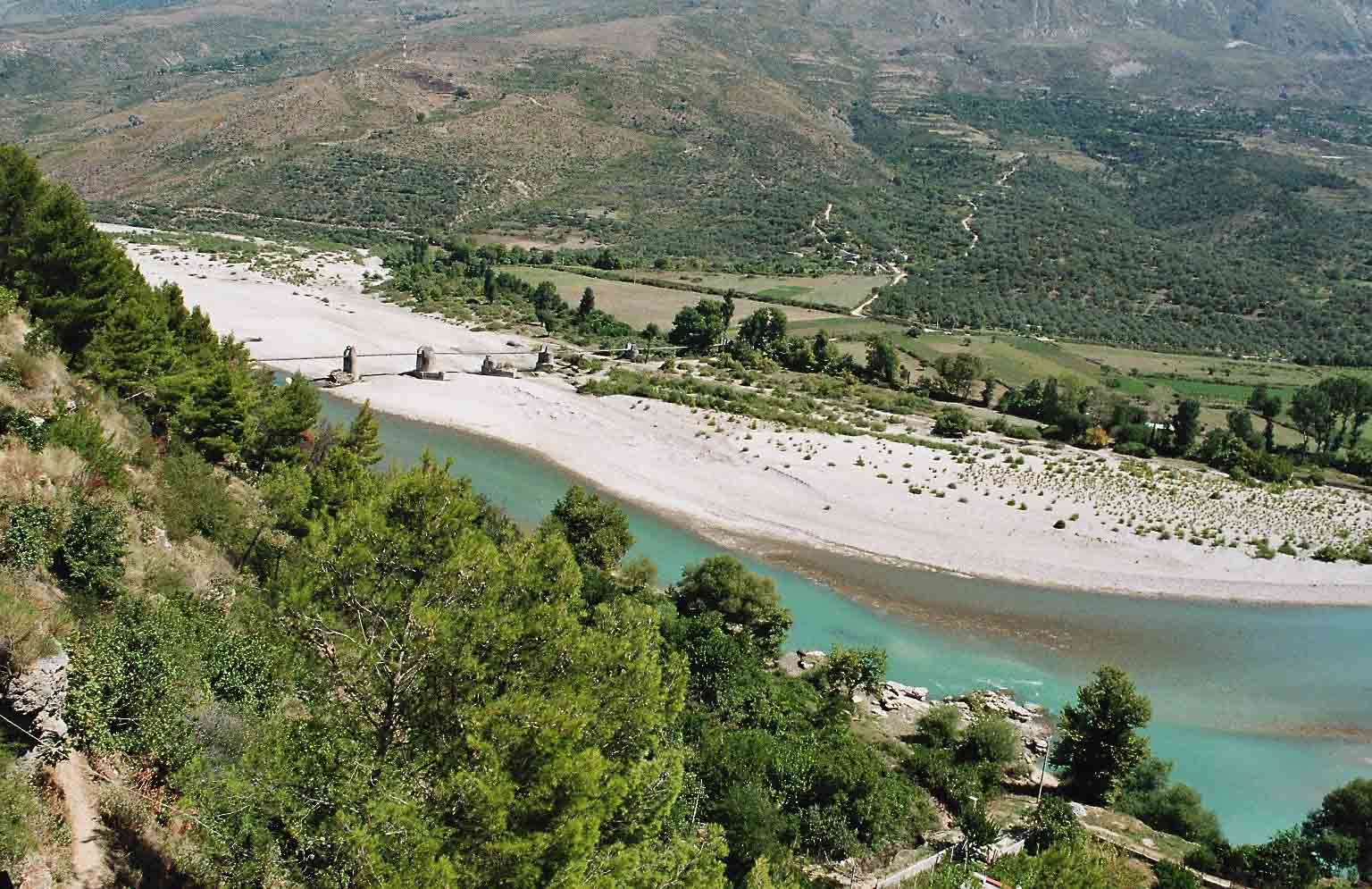
알바니아 테펠레너(Tepelenë) 인근을 흐르는 비오서강

비오서강(알바니아어: Vjosë) 또는 아오오스강(그리스어: Αώος)은 그리스 북서부와 알바니아 남서부를 흐르는 강으로 길이는 272 km, 유역 면적은 6,706 km2, 평균 유랑은 204 m3/s이다.
그리스에 위치한 핀도스산맥에서 발원하며 알바니아에 위치한 아드리아해와 합류한다. 하천의 전체 길이 가운데 80 km는 그리스에, 192 km는 알바니아에 위치한다.